# Ichikikushikino
Ichikikushikino (いちき串木野市, Ichikikushikino-shi) est une ville située dans la préfecture de Kagoshima, au Japon.

## Géographie

### Situation
Ichikikushikino est située dans le sud-ouest de l'île de Kyūshū, au bord de la mer de Chine orientale.

### Démographie
En mai 2022, la population d'Ichikikushikino était de 26 612 habitants, répartis sur une superficie de 112,30 km2.

## Histoire
La ville d'Ichikikushikino a été créée en 2005 de la fusion de l'ancienne ville de Kushikino avec le bourg d'Ichiki.

## Transports
La ville est desservie par la ligne principale Kagoshima de la JR Kyushu.
La ville possède un port.

## Jumelage
Ichikikushikino est jumelée avec  Salinas (États-Unis) depuis 1979.